# Хажиковське озеро
Озеро Хажико́вське (пол. Jezioro Charzykowskie) — льодовикове озеро в Польщі; в Поморському воєводстві, в Хойницькому повіті, в гміні Хойніце, яке розташувалося на рівнинні Хажиковській.
Площа озера становить 13,4 км². Влітку відбуваються вітрильні регати та інших заходи, пов'язаних з культурою вітрильного спорту, в тому числі «Огляд вітрильні пісні».
Озеро знаходиться в буферній зоні Національного парку «Тухольський». Хажиковське озеро з'єднується на півночі річкою Брдою і озером Карсіньським, разом займаючи простір близько 20 км².
У міжвоєнний період Хажиковське було найбільшим озером у західній Польщі, а місто Хашикове було великим центром вітрильного спорту.

## Морфометричні дані
Рівень поверхневих вод з різних джерел в діапазоні від 13,36 км² до 13,638 км².
|  |

Ґрунтові води знаходяться на висоті 120,0 м над рівнем моря, або 121,0 метрів над рівнем моря. Середня глибина озера становить 9,8 м, в той час як максимальна глибина 30,5 м.